# Parlamentswahl in Pakistan 2024
Die Parlamentswahlen in Pakistan fanden am 8. Februar 2024 statt. Mehr als 128 Millionen Wahlberechtigte, bei rund 241 Millionen Einwohnern, waren zur Wahl ihrer Abgeordneten in die Nationalversammlung Pakistans aufgerufen. Gleichzeitig wurden die vier Provinzparlamente gewählt.

## Wahlsystem
Insgesamt besteht die Abgeordnetenkammer aus 336 Abgeordneten; davon sind 60 Sitze für Frauen und 10 Sitze für religiöse und ethnische Minderheiten reserviert. Diese werden durch Verhältniswahl gewählt. Die verbliebenen 266 Sitze der pakistanischen Nationalversammlung werden nach Mehrheitswahlrecht direkt vom Volk im jeweiligen Wahlbezirk gewählt. Für die Parlamentsmehrheit werden 169 Sitze benötigt.

## Liste der zur Wahl stehenden Parteien
Die wichtigsten Parteien bei der Wahl waren:

Insgesamt waren bei der Election Commission of Pakistan 166 Parteien gelistet.

## Begleitumstände der Wahl
Nach der Wahl 2018 wurde Imran Khan von der PTI zum Premierminister gewählt. Im April 2022 folgte ein Misstrauensvotum, in dessen Folge er von dem Posten abgesetzt wurde; als neuer Premierminister folgte Shehbaz Sharif von der PML-N. Nach einem Attentatsversuch auf Khan und einer Wirtschaftskrise kam es im März 2023 zu Protesten. Kurz vor der Wahl wurde Khan vor Gericht unter anderem wegen Korruptionsvorwürfen zu mehreren Haftstrafen verurteilt. Eine weitere Einschränkung für die Kandidaten der PTI erfolgte durch Entscheidung des pakistanischen Supreme Courts im Januar 2024, dass sie ihr Wahlsymbol des Cricketschlägers auf den Wahlzetteln nicht verwenden dürfen. Als Grund wurde angegeben, dass sie keine internen Wahlen zur Kandidatenbestimmung abgehalten hätten, und daher nur als unabhängige Kandidaten antreten dürften. Dies war insbesondere ein Problem, da Pakistan eine Analphabetenquote von etwa 40 % hat und somit die Wahlsymbole eine wichtige Identifizierung für die zu wählende Partei darstellen. Generell wurde Nawaz Sharif als der Kandidat angesehen, der die Unterstützung des als wichtig geltenden Militärs in Pakistan hatte.
Am Tag vor der Wahl kam es zu zwei Anschlägen in Belutschistan, bei denen 28 Personen starben. Am Wahltag selbst wurde landesweit das Mobilfunknetz und mobiles Internet aus Sicherheitsgründen abgeschaltet.

## Auszählung der Wahl
Anders als bei vorhergehenden Wahlen wurden die Ergebnisse der Wahl nicht noch in der gleichen Nacht verkündet, sondern es kam zu Verzögerungen. Dies wiederum führte dazu, dass es zum Vorwurf der Wahlmanipulation kam, vor allem von Seiten der PTI. Die Wahlkommission führte die Verspätungen auf den Internet-Blackout zurück. So kam es unter anderem in Belutschistan zu der Situation, dass inoffizielle Resultate sich bis zur Veröffentlichung der offiziellen Ergebnisse veränderten, woraufhin die sich ursprünglich als Gewinner sehenden Kandidaten zu Protesten aufriefen.
In der Folge reklamierten am Tag nach der Wahl sowohl Nawaz Sharif für die PML-N als auch Imran Khan für die PTI den Wahlsieg für sich. Da die Kandidaten der PTI als unabhängige Kandidaten antraten, haben diese drei Tage nach der Verkündung des Ergebnisses Zeit, einer Partei beizutreten, oder wären verpflichtet, während der Wahlperiode als unabhängige Parlamentarier zu agieren.

## Ergebnis
Das provisorische Ergebnis der Wahlkreise hatte am 11. Februar die folgende Gestalt. Von den nicht ausgezählten Sitzen wurde eine Wahl aufgrund des Todes eines Kandidaten verschoben und ein weiteres Ergebnis zurückgehalten. Der überwiegende Anteil der Unabhängigen wird der PTI zugerechnet, da sie zusammengerechnet die stärkste Partei im Parlament ausmachen werden.
| Partei | Partei                                     | Chef                    | Stimmen | % | allgemeine Sitze | für Frauen reserviert | für Minderheiten reserviert | Sitze gesamt |
| ------ | ------------------------------------------ | ----------------------- | ------- | - | ---------------- | --------------------- | --------------------------- | ------------ |
|        | Muslimliga Pakistans (N)                   | Nawaz Sharif            |         |   | 75               | 19                    | 4                           | 98           |
|        | Pakistanische Volkspartei                  | Bilawal Bhutto Zardari  |         |   | 54               | 12                    | 2                           | 68           |
|        | Muttahida-Qaumi-Bewegung                   | Altaf Hussain           |         |   | 17               | 4                     | 1                           | 22           |
|        | Jamiat Ulema-e-Islam (P)                   | Siraj-ul-Haq            |         |   | 4                | 1                     | 0                           | 5            |
|        | Muslimliga Pakistans (P)                   | Shujaat Hussain         |         |   | 3                | 1                     | 0                           | 4            |
|        | Istehkam-e-Pakistan Party                  | Jahangir Tareen         |         |   | 3                | 1                     | 0                           | 4            |
|        | Nationalpartei Belutschistans (Mengal)     | Akhtar Mengal           |         |   | 2                | 0                     | 0                           | 2            |
|        | Nationalpartei                             | Abdul Malik Baloch      |         |   | 1                | 0                     | 0                           | 1            |
|        | Majlis Wahdat-e-Muslimeen                  | Allama Raja Nasir Abbas |         |   | 1                | 0                     | 0                           | 1            |
|        | Muslimliga Pakistans (Z)                   | Ijaz-ul-Haq             |         |   | 1                | 0                     | 0                           | 1            |
|        | Awami-Partei Belutschistans                | Khalid Hussain Magsi    |         |   | 1                | 0                     | 0                           | 1            |
|        | Pashtunkhwa Milli Awami-Partei             | Mahmood Khan Achakzai   |         |   | 1                | 0                     | 0                           | 1            |
|        | Pashtunkhwa National Awami-Partei Pakistan | Khushal Kakar           |         |   | 1                | 0                     | 0                           | 1            |
|        | Unabhängige                                |                         |         |   | 101              | 0                     | 0                           | 101          |
|        | noch ausstehend                            |                         |         |   | 1                |                       |                             |              |
|        | Gesamt                                     | Wahlbeteiligung         |         |   | 266              | 60                    | 10                          | 336          |

## Nach der Wahl
In der Folge der Wahl demonstrierten Anhänger der PTI gegen den angeschuldigten Wahlbetrug. Die Vereinigten Staaten, die Europäische Union und das Vereinigte Königreich drückten unabhängig voneinander ihre Besorgnis über den Wahlprozess aus.
Am 13. Februar 2024 verkündete der Vorsitzende der PPP, Bilawal Bhutto Zardari, dass die Partei die PML-N bei der Wahl des Premierministers unterstützen werde, jedoch nicht in die Regierung eintreten wird. Des Weiteren werden sie jeweils themenbasiert entscheiden, ob sie die Regierung unterstützen. Die PML-N verkündete daraufhin, dass sie Shehbaz Sharif als Kandidaten für den Premierminister aufstellen wird.
Am 17. Februar 2024 gab der Wahlkommissionsleiter von Rawalpindi in einer Pressekonferenz an, dass er systematischen Wahlbetrug zu verantworten habe und beschuldigte die nationale Wahlkommission und den Supreme Court, darin involviert zu sein.
Am 3. März 2024 wurde Shehbaz Sharif zum neuen Premierminister gewählt.